# Карликівка
Ка́рликівка —  село в Україні, у Веснянській сільській громаді Миколаївського району Миколаївської області. Населення становить 112 осіб.

## Населення

### Мова
Розподіл населення за рідною мовою за даними перепису 2001 року:
| Мова       | Відсоток |
| ---------- | -------- |
| українська | 89,29%   |
| російська  | 8,04%    |
| інші       | 2,37%    |